# 乙部綾子
乙部 綾子（おとべ あやこ、1976年2月21日 - ）は、株式会社ライブドアの広報担当者として、同社が関連した2004年（平成16年）の「近鉄バファローズ買収騒動」や、2006年（平成18年）の「堀江メール問題」「ライブドア事件」などに際して頻繁にメディアに登場したことで知られる。
現在は芸能事務所、株式会社パールダッシュに勤務し、企業広報を担当。

## 人物
神奈川県横浜市出身。東京都立竹早高等学校、山脇学園短期大学卒業。血液型はB型。
2002年（平成14年）から2006年まで株式会社ライブドア（現　株式会社LDH）の広報担当を務め、（2006年3月17日付で退職）。一度の離婚歴を経て2009年6月に再婚、その後の社会活動は結婚後の本名である「筒井 綾子（つつい あやこ）」を用いるとしている。

### 航空会社勤務
短大を卒業した1996年（平成8年）、日本エアシステム（当時）に就職した。同社に3年半勤務の後、エジプト航空に転職して1年間勤務し、結婚に伴い2000年に退社した。

### ライブドア広報担当
専業主婦を経て、外資系IT企業に勤めて事務業務をしていたが、当時新進気鋭のIT起業家であった堀江貴文のホームパーティで堀江本人に直接自分を売り込んだ。その結果、堀江が社長を務める「オン・ザ・エッヂ」に社員として採用され、2002年10月から社長室広報宣伝グループ所属として勤務を開始、直後の翌年1月にはアシスタントマネージャーに昇進した。
2004年（平成16年）、オンザエッジから社名変更した株式会社ライブドアはプロ野球球団、大阪近鉄バファローズの買収計画を発表、これに関連して乙部は堀江とともにテレビ番組やラジオ番組に頻繁に登場するようになった。乙部は当時4人いたライブドア社の広報担当者のなかで堀江の取材依頼の調整を行っており、堀江が取材を受ける際に同伴していることが多かった。
これ以降、「（ライブドアの）美人広報」として広く知られるようになった乙部であったが、ライブドアが証券取引法違反容疑で東京地検の家宅捜査を受けた2006年1月16日以降には、精神的なストレスからテレビ出演を自粛することとなった。同年3月16日になるとライブドアを退社することを自身のブログで発表、その翌日正式に退社した。

### 芸能事務所勤務
2006年（平成18年）4月18日、芸能事務所ケイダッシュ系列のPR会社「パールダッシュ」に再就職した。仕事は噂されていた芸能活動ではなく、一般企業やタレント等に対する広報活動に従事している。

### ブログ
ライブドア広報時代は、自社の運営するライブドアブログで自身のブログを更新していたが、退社後はアメーバブログに移籍し「乙部綾子オフィシャルブログ『オトベノオシゴト』」として、ほぼ毎日更新されている。ライブドア時代に比べてトラックバック数は激減している。ライブドアのものは、しばらく跡地として残っていたが削除された。

### 私生活
航空会社勤務中だった2000年（平成12年）、商社勤務の男性と結婚した。翌年に長男を出産したが、2007年に離婚した（2009年6月14日放送の『サンデージャポン』の中で、2・3年前に離婚したことを公表した）。
離婚後の2008年（平成20年）11月頃、美容外科医・筒井裕介と知り合い、翌年6月19日に再婚した。再婚までには筒井と話し合いを重ねたが、出会いから4ヵ月後の2009年3月には、「別にあなたにこだわっているわけではない。自分は誰が相手でも幸せになれる自信がある。私モテないわけじゃないから」と言って、筒井に結婚の決意を促したという。
2011年1月、第2子（筒井にとっては第1子）を出産した。

## 著作
単行本
- ライブドア広報乙部綾子「私のポジティブ仕事術40のヒント」（双葉社） ISBN 4575298166

雑誌連載
- CLASSY（光文社）「ファッションはコスプレ論」

## 出演メディア
ライブドア広報時代の出演番組（いずれもゲスト）
- 木曜JUNK2 スピードワゴンのキャラメル on the beach（TBSラジオ、2005年6月9日、単独で出演。なお、堀江もB-JUNK時代の同年3月10日放送分にゲスト出演した。）
- DOORS（TBSテレビ、2005年9月19日、堀江らとともに「ライブドアチーム」として出演。）
- さんま&SMAP!美女と野獣のクリスマススペシャル（日本テレビ、2005年12月25日）

制作に携わった番組
- もえたび（BS-i、2006年10月 - 2007年3月、ブレーンを担当）

## 参考資料
- ライブドア広報乙部綾子「私のポジティブ仕事術40のヒント」
- Livedoor広報・乙部綾子のお仕事日記
- CLASSY 2005年7月号『乙部綾子さんの「コスプレ感覚で最適ファッション」』
- AERA2009年7月6日「乙部捨て生きていきます」